# وست سیلووم اسپرینگز (اکلاهما)
وست سیلووم اسپرینگز(به انگلیسی: West Siloam Springs) شهری در ایالت اکلاهما کشور ایالات متحده آمریکا است که جمعیت آن در سرشماری سال ۲۰۱۰ میلادی، ۸۴۶ نفر بوده‌است.